# Вольферсдорф
Вольферсдорф (нем. Wolfersdorf) — община в Германии, в земле Бавария. 
Подчиняется административному округу Верхняя Бавария. Входит в состав района Фрайзинг.  Население составляет 2414 человек (на 31 декабря 2010 года). Занимает площадь 26,01 км².

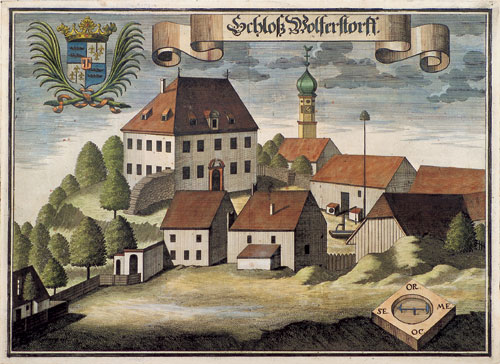
Замок